# Henri Chamard
Henri Chamard (* 7. Juli 1867 in Honfleur, Département Calvados; † 29. September 1952 in Paris) war ein französischer Literaturhistoriker, der auf französische Literatur der Renaissance spezialisiert war. Er lehrte als Professor an der Universität Paris (Sorbonne).

## Leben und Werk
Der Sohn eines Lehrers wuchs in Honfleur, Le Mans und Orléans auf. Chamard wurde 1887 an der École normale supérieure und bestand 1890 die Agrégation (Staatsprüfung für das höhere Lehramt) im Fach Lettres (Sprachen und Literatur). In Le Havre heiratete er 1891 Henriette Thérèse Léopoldine Guillot, mit der er zwei Kinder bekam. Chamard unterrichtete von 1890 bis 1897 als Gymnasiallehrer an Lycées in Cherbourg und Caen, parallel dazu hatte er ab 1893 einen Lehrauftrag an der geisteswissenschaftlichen Fakultät von Caen. Als Maître de conférences für französische Literatur wechselte er 1897 an die Universität Lille. 
Mit zwei Thèses über die beiden Renaissancedichter Joachim Du Bellay und Jacques Peletier schloss Chamard 1900 in Paris das Doctorat d’État ab. Er wechselte 1903 als Maître de conférences an die École normale supérieure und im Jahr darauf an die geisteswissenschaftliche Fakultät der Universität Paris (Sorbonne). Dort wurde er 1910 zum Professeur adjoint (außerordentlichen Professor) für französische Sprache und Literatur ernannt. Von 1920 bis zu seinem Eintritt in den Ruhestand 1937 war er ordentlicher Professor für Literaturgeschichte der französischen Renaissance an der Sorbonne. Ab 1931 war er außerdem Direktor des Instituts für französische Sprache und Literatur.

## Weitere Werke
- (Hrsg.) Du Bellay, La deffence et illustration de la langue françoyse, Paris 1904, Genf 1969, Paris 1997
- (Hrsg.) Joachim Du Bellay. Oeuvres poétiques, 6 Bde., Paris 1908–1932, Genf 1970; (mit Geneviève Demerson), 8 Bde., Paris 1982–1987; (mit Yvonne Bellenger), Paris 1989
- (Hrsg.) La Chanson de Roland. Traduction nouvelle, Paris 1919
- Les Origines de la poésie française de la Renaissance, Paris 1920, Genf 1973
- (Hrsg.) Le mystère d'Adam. Drame religieux du XIIe siècle, Paris 1925
- Histoire de la Pléiade, 4 Bde., Paris 1939–1940, 1961–1963